# Comitè d'Ètica de la FIFA
El Comitè d'Ètica de la FIFA és un dels tres cossos judicials de la FIFA. Està format per dos òrgans, l'Òrgan d'Instrucció i l'Òrgan de Decisió. Les seves atribucions estan regulades per diversos documents oficials, el més important el Codi Ètic de la FIFA. Altres cossos judicials de la FIFA són la Comissió Disciplinària i el Comitè d'Apel·lació.

## Òrgan d'Instrucció
La tasca principal de l'Òrgan d'Instrucció és investigar les potencials violacions del Codi Ètic de la FIFA. Les investigacions poden ser dutes a terme en qualsevol moment i de manera discrecional per l'Òrgan d'Instrucció. En casos evidents, l'Òrgan ha d'obrir investigacions. L'Òrgan ha d'informar a totes les parts implicades quan s'està duent a terme una investigació,  llevat de situacions en què aquesta informació podria posar en perill la investigació. Els mètodes inclouen qüestionaris i entrevistes a totes les parts i altres testimonis. Les investigacions poden, si és necessari, ser dirigides per diversos membres de l'Òrgan i també poden ser assistits per terceres persones. Al final d'una investigació, es lliura un informe a l'Òrgan de Decisió. En tot cas, si es posés de manifest informació nova i important sobre una investigació, l'Òrgan pot tornar a obrir un procés d'investigació.

## Òrgan de Decisió
L'Òrgan de Decisió ha de revisar els informes de l'Òrgan d'Instrucció i decidir quan s'hauria d'iniciar un procés o tancar un cas. L'Òrgan de Decisió té dret a retornar un informe a l'Òrgan d'Instrucció o realitzar investigacions addicionals per compte propi. Després de revisar un informe de l'Òrgan d'Instrucció i després d'investigacions addicionals, si es considera necessari, l'Òrgan de Decisió envia un informe a totes les parts implicades i demana les seves declaracions.
A més a més, l'Òrgan de Decisió ha de decidir finalment les sancions apropiades. Les sancions s'han d'aplicar d'acord amb els tres documents fonamentals que regulen la conducta de qualsevol persona vinculada a la FIFA. Aquests documents són el Codi Ètic, el Codi Disciplinari i els Estatuts de la FIFA. Així, les sancions poden anar des d'avisos i reprimendes per casos menors de mala conducta fins a prohibicions vitalícies per participar en qualsevol activitat relacionada amb el futbol en l'àmbit mundial.

## Afiliació
Els presidents dels òrgans judicials de la FIFA i els seus membres són elegits directament pel Congrés de la FIFA i només poden ser destituïts dels seus càrrecs pel Congrés de la FIFA. Els mandats són de quatre anys, però poden ser reelegits. Els Presidents i Vicepresidents d'ambdós Òrgans han de ser juristes competents i la resta de membres haurien d'actuar conjuntament per tal d'assegurar un alt nivell general en relació amb la seva tasca. A més a més, els membres del Comitè d'Ètica també haurien de representar les respectives associacions membres de la FIFA d'una manera adequada.
Els membres dels òrgans judicials de la FIFA no han de ser membres del Comitè Executiu o de qualsevol altre comitè permanent de la FIFA.

### Independència
Tots dos, president i vicepresident d'ambdós òrgans del Comitè d'Ètica així com el president del Comitè d'Auditoria i Conformitat de la FIFA han de complir els criteris d'independència establerts en el Reglament del Congrés
Per assegurar que els criteris d'independència són coneguts pels membres dels comitès respectius, calen revisions anuals dels presidents titulars i vicepresidents així com dels candidats a president i vicepresident del Comitè d'Ètica i de la Comissió d'Auditoria i Conformitat. Les revisions han de ser dirigides per un altre comitè. Per això, els membres del Comitè d'Ètica són revisats per la Comissió d'Auditoria i Conformitat, que al seu torn està sent revisada per l'Òrgan d'Instrucció del Comitè d'Ètica.
A més a més, el Comitè d'Ètica dirigeix el control d'integritat de les oficines de la FIFA següents: President de la FIFA, tots els membres del Comitè Executiu, president, vicepresident i membres de la Comissió d'Auditoria i Conformitat, i tots els presidents, vicepresidents i membres dels òrgans judicials de la FIFA, amb l'excepció òbvia del mateix Comitè d'Ètica, el qual està controlat per la Comissió d'Auditoria i Conformitat. Cap comitè de la FIFA té potestat per revisar o controlar els seus membres propis.

### Membres
| Nom                                      | Nacionalitat        |
| ---------------------------------------- | ------------------- |
| Presidents                               |                     |
| Maria Claudia Rojas (Òrgan d'Instrucció) | Colòmbia            |
| Vassilios Skouris (Òrgan de Decisió)     | Grècia              |
| Vicepresidents                           |                     |
| Bruno de Vita (Òrgan d'Instrucció)       | Canadà              |
| Martin Ngoga (Òrgan de Decisió)          | Ruanda              |
| Fiti Sunia (Òrgan d'Instrucció)          | Samoa Americana     |
| Membres Òrgan d'Instrucció               |                     |
| Jiahong He                               | R.P. de la Xina     |
| Janet Katisya                            | Kenya               |
| Michael Llamas                           | Gibraltar           |
| José Mejia                               | Hondures            |
| John Tougon                              | Vanuatu             |
| Membres Òrgan de Decisió                 |                     |
| Jack Kariko                              | Papua Nova Guinea   |
| Mohammad Alí Al Kamali                   | Emirats Àrabs Units |
| Margarita Echeverria                     | Costa Rica          |
| Ayotunde Phillips                        | Nigèria             |
| Aivar Pohlak                             | Estònia             |
| Flavio Zveiter                           | Brasil              |

## Història
Des de 1998, la FIFA ha implementat un nombre creixent de normes i regles que pretenen modernitzar i millorar el control de comptes i la transparència dels seus processos de govern. Després de les acusacions de suborn d'àrbitres de 2006, la FIFA va decidir crear un Comitè d''Ètica amb l'objectiu d'investigar les acusacions de corrupció al món del futbol. Al principi, el Comitè d'Ètica va ser dirigit per Sebastian Coe, i entre 2010 i 2012 per l'exjugador de futbol suís i advocat Claudio Sulser.
Tanmateix, no va ser fins al 2011 que Mark Pieth, un professor de dret penal a la Universitat de Basilea, Suïssa, i cap de l'anomenada Comissió Independent de Governabilitat (IGC), va començar a avaluar les estructures de la FIFA. Pieth va publicar un informe amb suggeriments per a una profunda reforma del Comitè d'Ètica per tal d'establir un òrgan modernitzat per a investigacions internes i jurisdiccionals de la FIFA. L'ICG va ser constituït com un consell assessor extern per a la FIFA pel Comitè Executiu el 17 de desembre de 2011. El seu mandat va durar fins al final de 2013.
Al principi, l'informe de l'IGC va rebre crítiques substancials, fins i tot des de dins del mateix IGC. Sylvia Schenk, assessora d'esports de Transparència International (TI), va criticar que Pieth rebés pagaments de FIFA per la seva feina. Schenk es va abstenir de ser membre d'IGC. Roger A. Pielke Jr,  qui també és autor d'una publicació sobre la responsabilitat de la FIFA,  va declarar en el seu blog The Least Thing que Pieth, o el seu Institut de Governabilitat de Basilea, va rebre 128.000 dòlars per la seva feina i, per tant, no podia ser considerar un actor independent. Pieth, però, va respondre que és millor per a qualsevol organització  remunerar els informes d'auditoria, perquè "no podem començar a demanar que les empreses d'auditoria facin la seva feina de franc només per tenir la certesa que són independents."
Molta controvèrsia també va generar-se al voltant de la qüestió de si l'IGC hauria de permetre posicionar-se sobre casos anteriors de potencial corrupció. Mentrestant, aquest assumpte ha estat codificat en el Codi Ètic de la FIFA 2012. L'Òrgan d'Instrucció del Comitè d'Ètica té dret a investigar acusacions anteriors de suborn.

### Òrgan d'Instrucció i Òrgan de Decisió
Després de les recomanacions del primer informe de l'IGC de 2012, el Comitè Executiu de la FIFA va decidir establir dues entitats independents, l'Òrgan d'Instrucció i l'Òrgan de Decisió, liderats per juristes professionals experimentats i independents. El Comitè d'Ètica està autoritzat per investigar-les acusacions actuals i les anteriors.
L'any 2016, el membre del comitè, Juan Pedro Damiani, va ser sotmès a una investigació interna sobre l'assistència legal que havia brindat com a advocat a Eugenio Figueredo, un funcionari del futbol que havia estat acusat per les autoritats nord-americanes de frau i blanqueig de diners, com a part del Cas Fifagate. Després d'una investigació preliminar oberta per l'Òrgan d'Instrucció del Comitè d'Ètica, Damiani va dimitir del Comitè d'Ètica el 6 d'abril de 2016.
A principis de 2017 es van fer públics els informes sobre del president de la FIFA, Gianni Infantino, que intentava evitar la reelecció d'ambdós presidents del Comitè d'Ètica durant el congrés de la FIFA de maig 2017. El 9 de maig de 2017, d'acord amb la proposta d'Infantino, el Consell de la FIFA va decidir no renovar els mandats de Borbély i Eckert. Juntament amb els presidents, onze dels 13 membres del comitè van ser substituïts. Cornel Borbély i Hans-Joachim Eckert van afirmar que quan van ser destituïts, estaven en procés d'investigar centenars de casos i que la seva retirada era un "revés per a la lluita contra la corrupció" i que "significava de facto el final dels esforços per reformar la FIFA".

## Dirigents de futbol sancionats
Dirigents de futbol sancionats pel Comitè d'Ètica de la FIFA
| Dirigents sancionats | Dirigents sancionats | Dirigents sancionats |
| --- | --- | --- |
| - Amos Adamu - Ganbold Bayannemekh - Franz Beckenbauer - Luis Herberto Bedoya Giraldo - Sepp Blatter - Chuck Blazer - Edmond Bowen - Rafael Leonardo Callejas Romero - Adeel Carelse - Najeeb Chirakal - Albert Colaco - Aaron Davidson - Rafael Esquivel Melo - Vernon Manilal Fernando - Eugenio Figueredo Aguerre - Steve Goddard - Mohammed bin Hammam | - Lionel Haven - Alfredo Hawit Banegas - Sergio Elías Jadue Jadue - Brayan Jiménez Hernández - Lindile Kika - Richard K. Lai - Nicolás Leoz Almirón - Eduardo Li Sánchez - Julio Rocha López - Worawi Makudi - José Maria Marin - Harold Mayne-Nicholls - Jean Guy Blaise Mayolas - Saoud Al-Mohannadi - Chung Mong-joon - Jonathan Musavengana - Juan Ángel Napout Barreto | - Kirsten Nematandani - Wolfgang Niersbach - Michel Platini - Enrique Sanz de Santamaria - Leslie Sedibe - Viphet Sihachakr - Costas Takkas - Bana Tchanilé - Reynald Temarii - Ganesh Thapa - Jérôme Valcke - Badji Mombo Wantete - Daryll Warner - Jack Warner - Jeffrey Webb |